# Opsariichthys bea
Opsariichthys bea är en fiskart som beskrevs av Nguyen, 1987. Opsariichthys bea ingår i släktet Opsariichthys och familjen karpfiskar. IUCN kategoriserar arten globalt som otillräckligt studerad. Inga underarter finns listade i Catalogue of Life.